# Secondi morti dell'orologio
I secondi morti dell'orologio sono chiamati anche a scatto, perché la lancetta dell'orologio fa un salto ogni secondo.
Nel 1766 l'orologiaio svizzero Jean-Moisé Pouzait (1743-1793) inventò il meccanismo dei secondi morti indipendenti al centro, importante di per sé e per lo stimolo che diede allo sviluppo dei cronografi.